# La Nou de Berguedá
La Nou de Berguedá (en catalán y oficialmente La Nou de Berguedà) es un municipio español de la comarca del Bergadá, en la provincia de Barcelona, situado a la izquierda del río Llobregat y cerca del pantano de la Baells. 

## Otras denominaciones
El municipio también es conocido por los nombres de La Nou y La Nou de Bergadá

## Demografía
La Nou de Berguedá cuenta con una población de 163 habitantes (INE 2024).
| Gráfica de evolución demográfica de La Nou de Berguedá entre 1842 y 2021 |
| |
| Población de derecho según los censos de población del INE. Población de hecho según los censos de población del INE.En este censo se denominaba La Nou y Mallañón: 1842. En estos censos se denominaba La Nou: 1857, 1860, 1877, 1887, 1897, 1900, 1910, 1920, 1930, 1940, 1950, 1960, 1970 y 1981. |

| 1900 | 1930 | 1950 | 1970 | 1981 | 1986 | 2008 |
| ---- | ---- | ---- | ---- | ---- | ---- | ---- |
| 262  | 501  | 460  | 242  | 148  | 139  | 156  |

## Economía
Los principales cultivos agrícolas son las patatas y el trigo. Hay también algunas granjas de ganado bovino.

## Historia
En documentos de 948 aparece citado el topónimo Noce. En 1003 parte de sus tierras fueron cedidas al monasterio de Ripoll.

## Lugares de interés

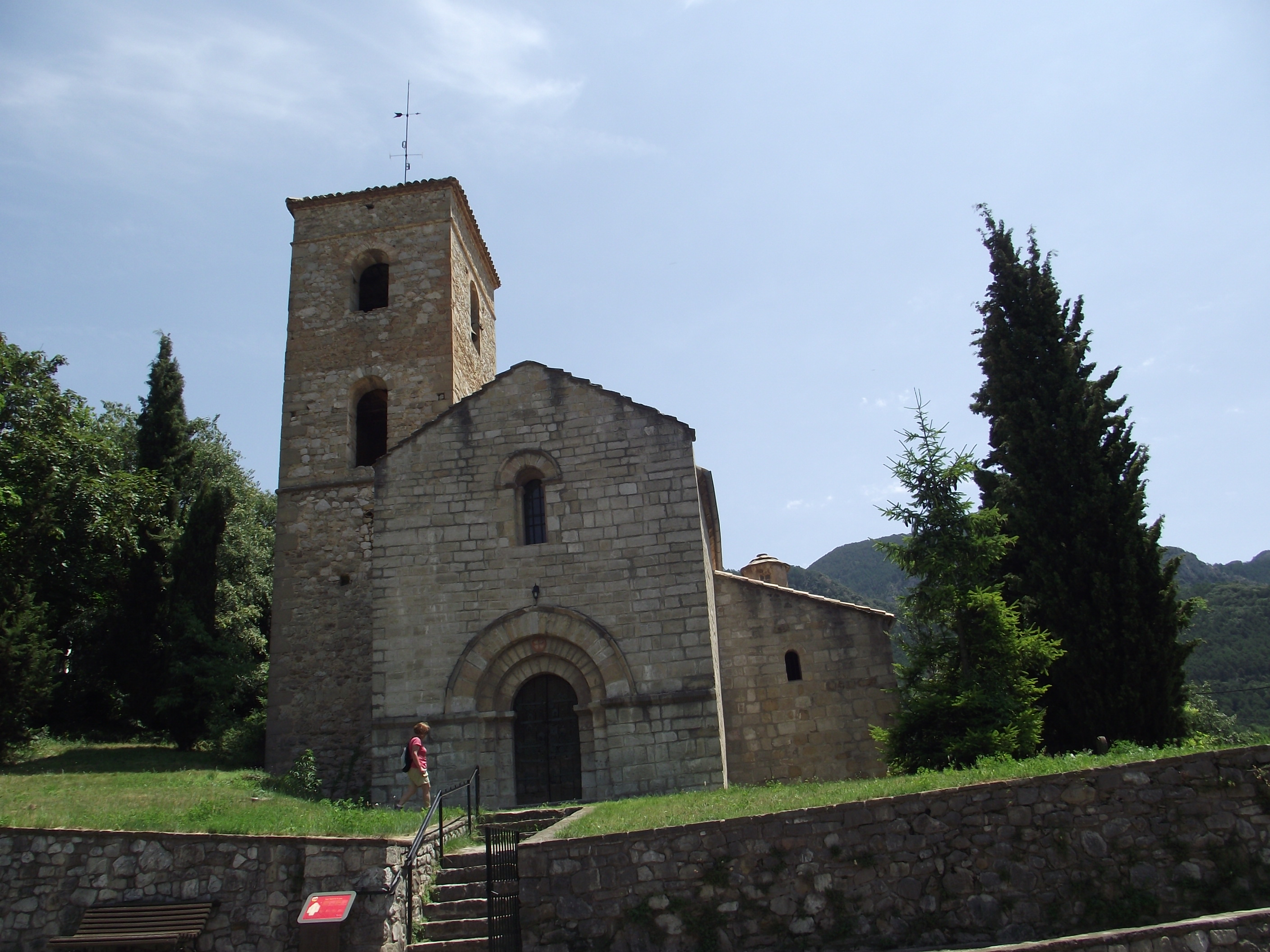
Iglesia de San Martín de La Nou

La iglesia de San Martín de La Nou fue consagrada en 1195 por Bernard, obispo de Urgel. Es de estilo románico, de nave única con cubierta de bóveda apuntada. Dispone de un ábside central y dos más en los laterales. La puerta de entrada tiene tres arcos de medio punto que están cubiertos con una arquivolta. También se conservan algunos de los herrajes de hierro originales. Tiene un campanario adosado de base cuadrada, añadido en el siglo XVII. En la rectoría se conservan tres lipsanotecas que se encontraron en el altar mayor.
La iglesia de San Saturnino de Malanyeu también es de estilo románico. Es de nave única rematada con un ábside en semicírculo. El ábside, que fue sobrealzado, está decorado con un friso de arquerías ciegas con pequeñas dovelas apoyadas en ménsulas.
Cerca del pueblo se encuentra el santuario de Lourdes de La Nou construido en 1880. Es un edificio de estilo neoclásico con una nave central y capillas laterales.
La cima del Sobrepuny que con 1659 metros culmina la vista sobre el pueblo.

## Fiestas
La Nou celebra su fiesta mayor en el mes de noviembre, festividad de San Martín. En el mes de agosto se celebra la fiesta mayor de verano. Desde 2002 se celebran en la localidad las jornadas l'Àsia al Berguedà pensadas para dar a conocer el trabajo de las ONG en el continente asiático.